# Liste der National Historic Landmarks in Colorado
Diese Liste der National Historic Landmarks in Colorado führt alle Objekte und Stätten im US-amerikanischen Bundesstaat Colorado auf, die in diesem US-Bundesstaat als National Historic Landmark (NHL) eingestuft sind und unter der Aufsicht des National Park Service stehen. Diese Bauwerke, Objekte und andere Stätten entsprechen bestimmten Kriterien hinsichtlich ihrer nationalen Bedeutung.

## Legende
| NHL  | National Historic Landmark          |
| NHLD | National Historic Landmark District |
| NHS  | National Historic Site              |
| NMON | National Monument                   |

## Derzeitige NHLs in Colorado
In Colorado gibt es 21 solcher National Historic Landmarks. Diese Liste führt die Objekte nach den amtlichen Bezeichnungen im National Register of Historic Places.
|    | Name der Stätte                                      | Bild                                                    | Jahr          | Ort                                                          | County                        | Beschreibung |
| -- | ---------------------------------------------------- | ------------------------------------------------------- | ------------- | ------------------------------------------------------------ | ----------------------------- | --- |
| 1  | Bent’s Old Fort                                      | Bent's Old Fort.                                        | 19. Dez. 1960 | La Junta 38° 2′ 34,4″ N, 103° 25′ 50,8″ W                    | Otero                         | Das aus Adobe gebaute Fort entstand 1833, um mit Prärieindianern und Trappern auf dem Santa Fe Trail Handel zu treiben |
| 2  | Central City/Black Hawk Historic District            | Restaurierte historische Bauten in Downtown Black Hawk  | 4. Juli 1961  | Central City und Black Hawk 39° 48′ 4″ N, 105° 30′ 27″ W     | Gilpin                        | früheres Goldgräberlager in der Front Range der Rocky Mountains, einst als Richest Square Mile on Earth (reichste Quadratmeile der Welt) bekannt |
| 3  | Colorado Chautauqua                                  |                                                         | 10. Feb. 2006 | Boulder 39° 59′ 52″ N, 105° 16′ 50″ W                        | Boulder                       | Die 1898 eingerichtete Chautauqua ist die einzige westlich des Mississippi River und nur eine von vier solche Einrichtungen, die seit ihrer Gründung ununterbrochen betrieben wurden. Es ist die einzige Chautauqua in den Vereinigten Staaten, die das ganze Jahr geöffnet ist. |
| 4  | Cripple Creek Historic District                      | Cripple Creek, 1957                                     | 4. Juli 1961  | Cripple Creek 38° 45′ 7″ N, 105° 10′ 31″ W                   | Teller                        | bestehend aus der Goldgräberstadt Cripple Creek und den sie umgebenden Bergen |
| 5  | Durango and Silverton Narrow Gauge Railroad          | Dampflokomotive der D&SNG                               | 4. Juli 1961  | zwischen Durango und Silverton 37° 17′ 51″ N, 107° 42′ 39″ W | San Juan und La Plata         | Schmalspur-Eisenbahnstrecke, die heute zwischen Durango und Silverton dem Transport von Touristen dient |
| 6  | Georgetown-Silver Plume Historic District            | The historic Alpine Hose Firehouse No. 2 in Georgetown. | 13. Nov. 1966 | Georgetown und Silver Plume 39° 41′ 55″ N, 105° 42′ 48″ W    | Clear Creek                   | Historischer Distrikt mit den Silberbergbaustädtchen Georgetown und Silver Plume sowie der 1884 gebauten Eisenbahnstrecke, die beide Ortschaften miteinander verbindet, der sogenannten Georgetown Loop Railroad. |
| 7  | Granada War Relocation Center                        |                                                         | 10. Feb. 2006 | Granada 38° 2′ 58″ N, 102° 19′ 43″ W                         | Prowers                       | Internierungslager, in dem während des Zweiten Weltkrieges Amerikaner japanischer Herkunft eingesperrt waren |
| 8  | Leadville Historic District                          | Leadville in den 1950er Jahren                          | 4. Juli 1961  | Leadville 39° 14′ 39″ N, 106° 13′ 42″ W                      | Lake                          | Historischer Bezirk mit dem Bergbaubezirk und dem Siedlungsgebiet |
| 9  | Lindenmeier Site                                     |                                                         | 20. Jan. 1961 | Norfolk                                                      | Larimer                       | die bisher einzige weitläufigere gefundene Siedlungsstätte aus der Zeit der Folsom-Kultur; Artefakte stammen aus dem Zeitraum 11.200–3.000 vor Christus. |
| 10 | Lowry Ruin                                           | Lowry Pueblo                                            | 19. Juli 1964 | Pleasant View 37° 35′ 4,3″ N, 108° 55′ 10,7″ W               | Montezuma                     | archäologische Stätte einer etwa auf das Jahr 1060 datierten Anasazi-Siedlung mit einer sehr großen Kiva |
| 11 | Ludlow Tent Colony Site                              |                                                         | 16. Jan. 2009 | Ludlow 37° 20′ 0″ N, 104° 35′ 0″ W                           | Las Animas                    | Stätte des Ludlow-Massakers |
| 12 | Mesa Verde Administrative District                   |                                                         | 29. Mai 1987  | Mesa Verde National Park 37° 10′ 52,6″ N, 108° 29′ 26,4″ W   | Montezuma                     | Hierbei handelt es sich um die ersten durch den National Park Service mit der Absicht gebauten Gebäude, bei der Errichtung von Bauwerken in Nationalparks die kulturellen Traditionen in dem jeweiligen Gebiet zu reflektieren; die Gebäude wurden 1921 errichtet. |
| 13 | Philadelphia Toboggan Company Carousel No. 6         | The carousel at Elitch Gardens in 2009                  | 27. Feb. 1987 | Burlington 39° 18′ 25,6″ N, 102° 16′ 13,2″ W                 | Kit Carson                    | 1905 für die Elitch Gardens gebautes Karussell, das 1928 auf dem Ausstellungsgelände des Kit Carson County aufgebaut wurde, wo es bis heute in Betrieb ist. Es ist das einzige antike Karussell in den Vereinigten Staaten, das noch den Ursprünglichen Anstrich der Reittiere und der Kulissentafeln aufweist und gleichzeitig das letzte bestehende Karussell der Philadelphia Toboggan Company. |
| 14 | Pikes Peak                                           |                                                         | 4. Juli 1961  | Colorado Springs 38° 50′ 26″ N, 105° 2′ 39″ W                | El Paso                       | Pikes Peak oberhalb von etwa 4250 m über dem Meeresspiegel. Der Berg war Inspiration für America the Beautiful und das Motto Pike's Peak or Bust |
| 15 | Pike’s Stockade                                      |                                                         | 4. Juli 1961  | Sanford 37° 17′ 30,4″ N, 105° 48′ 35,8″ W                    | Conejos                       | Der Entdecker Zebulon Pike baute hier ein Fort. |
| 16 | Raton Pass                                           |                                                         | 19. Dez. 1960 | Trinidad, CO und Raton, NM 36° 59′ 25,1″ N, 104° 29′ 16,8″ W | Las Animas, CO und Colfax, NM | Bergpass zwischen New Mexico und Colorado |
| 17 | Rocky Mountain National Park Administration Building |                                                         | 3. Jan. 2001  | Estes Park 40° 21′ 58″ N, 105° 33′ 39″ W                     | Larimer                       | Das auch als Beaver Meadows Visitor Center bekannte Bauwerk wurde von den Taliesin Associated Architects entworfen und war deren erste größere Arbeit nach dem Tod von Frank Lloyd Wright. Das Gebäude demonstrierte, dass moderne Architektur erfolgreich in Nationalparks verwendet werden kann. Es war das letzte signifikante Projekt der Mission 66.                                          |
| 18 | Shenandoah-Dives (Mayflower) Mill                    | Shenandoah-Dives (Mayflower) Mill                       | 16. Feb. 2000 | Silverton 37° 49′ 44,3″ N, 107° 37′ 41,5″ W                  | San Juan                      | letzte bestehende Schaumflotationsmühle in Colorado |
| 19 | Silverton Historic District                          | Grand Imperial Hotel                                    | 4. Juli 1961  | Silverton 37° 48′ 45,2″ N, 107° 39′ 46,8″ W                  | San Juan                      | ehemalige Silberbergbaustadt, hier befindet sich die Shenandoah-Dives (Mayflower) Mill und eine Endstation der Durango and Silverton Narrow Gauge Railroad |
| 20 | Telluride Historic District                          | Telluride Main Street                                   | 4. Juli 1961  | Telluride 37° 56′ 14″ N, 107° 48′ 29″ W                      | San Miguel                    | ehemalige Bergbausiedlung, die während des Goldrausches boomte; sie ist heute eine Künstlerkolonie und ein Wintersportort |
| 21 | United States Air Force Academy, Cadet Area          | United States Air Force Academy Cadet Area.             | 1. Apr. 2004  | Colorado Springs 39° 0′ 30″ N, 104° 53′ 25,5″ W              | El Paso                       | signifikant für die Moderne der United States Air Force Academy, insbesondere der Cadet Chapel |

## Weitere Stätten unter Aufsicht des National Park Service
National Historic Sites National Historic Parks, National Memorials und einige andere Stätten stehen ebenfalls unter der Aufsicht des United States National Park Service, genießen aber wie die NHLs einen höheren Schutz als die allgemein in das National Register of Historic Places eingetragenen Objekte, ohne dass sie als National Historic Landmarks geführt werden. Es gibt vier solcher Gebiete in Colorado. In der nachfolgenden Tabelle sind aber nur drei aufgeführt, weil Bent’s Old Fort National Historic Site bereits oben als Bent’s Old Fort enthalten ist.
|   | Bezeichnung                   | Bild                                                  | Jahr          | Ort                         | County                         | Beschreibung |
| - | ----------------------------- | ----------------------------------------------------- | ------------- | --------------------------- | ------------------------------ | --- |
| 1 | Hovenweep National Monument   |                                                       | 2. März 1923  | Cortez, CO und Blanding, UT | Montezuma, CO und San Juan, UT | sechs Ansammlungen von Ruinen indianischer Siedlungen, liegt teilweise in Utah                                                                               |
| 2 | Mesa Verde National Park      | Round tower, Cliff Palace. Photo by Ansel Adams, 1941 | 29. Juni 1906 | Cortez                      | Montezuma                      | zahlreiche Ruinen von Häusern und Dörfern der Pueblo-Kultur, die für ihre Bauweise an Felshängen bekannt sind; Mesa Verde bedeutet so viel wie „grüne Tafel“ |
| 3 | Yucca House National Monument | Unexcavated mound at Yucca House National Monument    | 19. Dez. 1919 | Cortez                      | Montezuma                      | nicht ausgegrabene archäologische Stätte der Pueblo-Kultur                                                                                                   |